# Лима
Вижте пояснителната страница за други значения на Лима.
Лѝма (на испански: Lima) е столица и най-голям град на Република Перу. Той е разположен в алувиалната долина на историческата река Римак, на пустинния и висок тихоокеански перуански бряг. Заедно с пристанищния град Каляо образува най-голямата урбанизирана зона в Перу (известна като Голяма Лима) и една от най-големите в Южна Америка. Лима е един от най-големите градове в Латинска Америка и третият най-голям пустинен град в света след Карачи и Кайро. Регионът около Лима носи същото име. 
Лима е най-важният културен, финансов, транспортен, образователен и промишлен център в Перу и има голямо международно значение. Основана е на 18 януари 1535 г. от испанския конкистадор Франциско Писаро под името „Град на Кралете“ (Ciudad de los Reyes). Бил е столица на Вицекралство Перу. 

## География

### Ресурси
Градът е разположен в крайморската низина, в подножието на Андите. Градският район покрива около 800 km2. Теренът е равен, с изолирани хълмчета. Градският център се намира на 15 km от бреговете на река Римак, която е жизненоважен ресурс за града, тъй като нейните води се превръщат в питейна вода и захранват водноелектрическите централи, захранващи града.

### Климат
Лима има мек климат, въпреки че е разположен в пустинята. Близостта на града до хладните води на Тихия океан води до температури, които са доста по-ниски от очакваното за тропична пустиня. Температурите рядко падат под 12 °C и рядко се качват над 29 °C. Лятото е от декември до април, а зимата – от юни до октомври. Останалите месеци са преходни.
Летата са слънчеви, топли и задушни. Сутринта покрай морето се образуват мъгли, а следобед или вечерта се появява висока облачност. Зимите са сиви, ветровити и влажни. Продължителната облачност не е рядкост, но температурната амплитуда по това време на годината е много малка. Относителната влажност е висока, но валежите са много малко, поради здравата атмосферна стабилност в региона.
| Климатични данни за Лима                       | Климатични данни за Лима | Климатични данни за Лима | Климатични данни за Лима | Климатични данни за Лима | Климатични данни за Лима | Климатични данни за Лима | Климатични данни за Лима | Климатични данни за Лима | Климатични данни за Лима | Климатични данни за Лима | Климатични данни за Лима | Климатични данни за Лима | Климатични данни за Лима |
| Месеци                                         | яну.                     | фев.                     | март                     | апр.                     | май                      | юни                      | юли                      | авг.                     | сеп.                     | окт.                     | ное.                     | дек.                     | Годишно                  |
| Абсолютни максимални температури (°C)          | 32,7                     | 32,5                     | 33,4                     | 31,6                     | 30,3                     | 30,0                     | 28,3                     | 29,0                     | 28,0                     | 25,2                     | 29,0                     | 30,4                     | 33,4                     |
| Средни максимални температури (°C)             | 26,1                     | 26,8                     | 26,3                     | 24,5                     | 22,0                     | 20,1                     | 19,1                     | 18,8                     | 19,1                     | 20,3                     | 22,1                     | 24,4                     | 22,5                     |
| Средни температури (°C)                        | 22,1                     | 22,7                     | 22,2                     | 20,6                     | 18,8                     | 17,5                     | 16,7                     | 16,2                     | 16,4                     | 17,3                     | 18,7                     | 20,7                     | 19,2                     |
| Средни минимални температури (°C)              | 19,4                     | 19,8                     | 19,5                     | 17,9                     | 16,4                     | 15,6                     | 15,2                     | 14,9                     | 14,9                     | 15,5                     | 16,6                     | 18,2                     | 17,2                     |
| Абсолютни минимални температури (°C)           | 12,0                     | 15,0                     | 11,0                     | 10,0                     | 8,0                      | 10,0                     | 8,9                      | 10,0                     | 12,5                     | 11,0                     | 11,1                     | 13,9                     | 8,0                      |
| Средни месечни валежи (mm)                     | 0,8                      | 0,4                      | 0,4                      | 0,1                      | 0,3                      | 0,7                      | 1,0                      | 1,5                      | 0,7                      | 0,2                      | 0,1                      | 0,2                      | 6,4                      |
| Средно количество слънчеви часове              | 179.1                    | 169.0                    | 139.2                    | 184.0                    | 116.4                    | 50.6                     | 28.6                     | 32.3                     | 37.3                     | 65.3                     | 89.0                     | 139.2                    | 1230                     |
| ---------------------------------------------- | ------------------------ | ------------------------ | ------------------------ | ------------------------ | ------------------------ | ------------------------ | ------------------------ | ------------------------ | ------------------------ | ------------------------ | ------------------------ | ------------------------ | ------------------------ |
| Източник: Deutscher Wetterdienst, Meteo Climat |                          |                          |                          |                          |                          |                          |                          |                          |                          |                          |                          |                          |                          |

## История
Долината на река Римак е населявана от предколумбови времена. В близост до града се намират руините на Пачакамак, важен религиозен център на културите Хуари, Лима и Инка. Испанският конкистадор Франсиско Писаро побеждава императора на инките Атауалпа, опустошава инкската столица Куско и с малкия си отряд се установява покрай бреговете на река Римак, където през 1535 г. основава град Лима. Писаро е поставен от испанската корона за управител на новозавладените земи, а градът му е избран за столица на Вицекралство Перу, най-голямото испанско вицекралство в Южна Америка. Става особен оживено и престижно селище, център на цялата испанска администрация и духовенството в Новия Свят, включително и „Ауденциите“ (законодателен и съдебен орган на Метрополията - Кралство Испания - в Новия Свят), както и на местната и колониална аристокрация. Лима търгува с Испания и други европейски и американски страни и с Далечния изток. Тя е и контролен пункт за износ на богатствата от Новия Свят и бързо се превръща в богат търговски възел с огромно значение за метрополията. През 1551 г. в Лима е основан първият и най-стар университет на Америките – Университетът Сан Маркос. 
- Катедралата в Лима
- Университетът „Сан Маркос“
- Площад „Сан Мартин“
- Съдът
- Градски хотел
- Колониална архитектура

По време на движенията за независимост на латиноамериканските държави Лима остава бастион на испанските военни сили и Вицекралство Перу е една от последните държави, която получават независимост (през 1821 г.). През 1820 г. военните подразделения под командата на генерал Хосе де Сан Мартин достигат южните предградия, но не атакуват града директно, а му налагат морска блокада, а на следващата година вицекралят Хосе де ла Серана се евакуира от Лима, заедно с роялистката армия. Годините след извоюването на независимостта са последвани от голяма стагнация, но износът на гуано води до бързото развитие на града и модернизацията му през 1850 г. По време на Втората тихоокеанската война през 1879 – 1883 г. чилийските войски нападат Перу и влизат победоносно в столицата му, разрушавайки и ограбвайки редица библиотеки, архиви и музеи. След войната градът бързо е модернизиран и се появяват големите булеварди, опасващи историческия център - авенида „Такна“ и „Абанкай“.

## Население
В Лима живее около 28,42% от населението на Перу, като броят на жителите в градската агломерация е 9 562 280 (по данни от преброяването от 2017 г.). Това е и вторият най-голям град в Южна Америка по градско население след Сао Пауло, Бразилия. 48,7% от население на града са мъже, а 51,3% – жени. Градът се отличава с относително голям дял от населението на младите хора – 24,3% от жителите са на възраст 0 – 14 години, 27,2% са на възраст 15 – 29 години, 22,5% – 30 – 44 години, 15,5% – 45 – 59 години и 10,6% – над 60 години. 

Населението включва сложна смесица от расови и етнически групи. Метисите със смесено индианско и европейско потекло са най-голямата етническа група. Белите перуанци са втората най-голяма група. Много от тях имат испански, италиански или немски корени. Сред малцинствените групи попадат индианските народи аймара и кечуа, афроперуанци, евреи, китайци (Към началото на 21. век Лима има най-голямата китайска общност в Латинска Америка) и японци. Миграцията към Лима от останалите части на Перу е голяма. Средният растеж на населението му е 1,57% годишно. Около 12,8% от гражданите живеят под прага на бедността.

## Икономика

### Сектори
Към 2003 г. Лима генерира 53% от БВП на страната. Индустриализацията й започва през 1930-те години. Към края на 1950-те години вече 70% от потребителските стоки в Перу се произвеждат в столицата. Към края на 20. и началото на 21. век Лима е промишленият и финансовият център на Перу. Там са седалищата на много национални компании и хотели. В околностите на града са разположени около 7000 фабрики, с което от него идват над 2/3 от промишленото производство на страната. Произвеждат се химикали, рибни продукти, кожени изделия и масла.
Повечето чуждестранни фирми се установяват в Лима. Пристанището Калао (част от Голяма Лима) е един от главните центрове за риболов в Южна Америка, изнасяйки 20,7 милиона тона товари през 2007 г. От него се изнасят главно масла, стомана, сребро, цинк, памук, захар и кафе. През 2006 г. стоковата борса на Лима нараства със 185,24%, а през 2007 г. – със 168,3%, което я прави една от най-бързо растящите стокови борси в света.

### Транспорт
Лима е свързан с железопътната мрежа на страната. Въздушно той се обслужва от международно летище Хорхе Чавес в Каляо. Това е най-голямото летище в страната и четвъртото най-голямо в Латинска Америка. Лима е и важна спирка на автомобилната Панамериканска магистрала. Градът е свързан с общо 3 магистрали. Водният му транспорт също се осъществява чрез Каляо.
Лимският метрополитен разполага с 26 станции, отстоящи средно на 1,2 km една от друга. Той е обслужван от 24 влака с по 6 вагона, всеки от които побира 233 души. Метрото започва експлоатация през декември 2012 г. и превозва средно по 78 224 души на ден. Според проучване от 2012 г., мнозинството от гражданите на Лима използват градски транспорт (75,6%), а едва 12,3% - личната си кола, мотоциклет или такси. Мрежата на градския транспорт е съставена от 652 маршрута, обслужвани от автобуси и микробуси, но не е организирана и се характеризира с неформалност. Услугите се изпълняват от 464 частни компании, които почти не се регулират от местната власт. Задръстванията са чести и големи, особено в пикови часове.

## Известни личности
Родени в Лима
- Исабел Алиенде (р. 1942), чилийска писателка
- Фернандо Белаунде Тери (1912 – 2002), политик
- Борис Валехо (р. 1941), художник
- Алан Гарсия (1949 – 2019), политик
- Паоло Гереро (р. 1984), футболист
- Кристиан Майер (р. 1970), актьор
- Сантяго Ронкалиоло (р. 1975), писател

Починали в Лима
- Виктор Раул Ая де ла Торе (1895 – 1979), политик
- Фернандо Белаунде Тери (1912 – 2002), политик
- Мануел Одрия (1897 – 1974), политик
- Валентин Паниагуа (1936 – 2006), политик

Други личности, свързани с Лима
- Сесар Вайехо (1892 – 1938), поет, живее в града през 1915 – 1923
- Марио Варгас Льоса (р. 1936), писател, живее в града от 1946

## Побратимени градове
- Арекипа, Перу
- Куско, Перу
- Пиура, Перу
- Ню Йорк, САЩ
- Лос Анджелис, САЩ
- Остин, САЩ
- Кливланд, САЩ
- Маями, САЩ
- Бордо, Франция
- Пекин, Китай
- Мадрид, Испания
- Мексико (град), Мексико
- Сао Паоло, Бразилия
- Тегусигалпа, Хондурас
- Акхисар, Турция
- Буенос Айрес, Аржентина
- Гуадалахара, Мексико
- Монреал, Канада
- Богота, Колумбия
- Кайро, Египет
- Кардиф, Уелс, Великобритания